# マルハズ・チェイシヴィリ
マルハズ・チェイシヴィリ（グルジア語: მალხაზ ჭეიშვილი、グルジア語ラテン翻字: Malkhaz Cheishvili、1959年10月18日）は、ジョージアのラグビーユニオン指導者。
出生地はトビリシ。トビリシ工科大学に進み、1978年から1981年まで大学ラグビー部に所属。1981年にトビリシ工科大学を卒業。1981年から1990年までは国鉄ラグビー部「ロコモティヴシ」で活動。1991年から1996年はまでジョージア技術大学ラグビー部「コチェビ」に所属。
その後は2008年まで国立ラグビーアカデミーにてジョージア代表のコーチとしてチームを監督。2007年ラグビーワールドカップではジョージア代表のヘッドコーチとして指揮を執り、1勝3敗の成績を残した。ワールドカップでの1勝はナミビア戦であり、アクヴセンティ・ギオルガゼらバックス陣の3トライなどにより30対0で完封した。
2009年からはアゼルバイジャンのラグビーチームの監督に就任。